# Julia Boenisch
Julia Boenisch geb. Schramm (* 7. September 1962 in Bonn; † 7. Mai 2004 in München) war eine deutsche Journalistin und Autorin.

## Leben
Boenisch begann ihre journalistische Laufbahn mit einem Redaktionsvolontariat beim Darmstädter Echo. Später arbeitete sie beim Sport-Informations-Dienst und der Zeitung Die Welt, für die sie als Tennis-Berichterstatterin tätig war. Später wechselte sie als Chefreporterin zu Bild der Frau und danach als Kolumnistin zur Welt am Sonntag. 2002 veröffentlichte sie zusammen mit dem Pfarrer Klaus Hurtz das Buch Dem Stern entgegen, in dem sie einige Gedanken zur Advents- und Weihnachtszeit niederschrieb. Im Jahr 2003 edierte sie die Biographie von Daniel Küblböck, Ich lebe meine Töne.
1998 heiratete Julia Schramm den ehemaligen Regierungssprecher Peter Boenisch, mit dem sie zwei Töchter (* 1998 und 2000) hatte.
Julia Boenisch erlag nach einer einfachen Mandeloperation im Münchener Klinikum Großhadern einer Streptokokken-Infektion.